# Chlorospatha corrugata
Chlorospatha corrugata är en kallaväxtart som beskrevs av Josef Bogner och Michael T. Madison. Chlorospatha corrugata ingår i släktet Chlorospatha och familjen kallaväxter. Inga underarter finns listade.